# Paraphysodeutera naviauxi
Paraphysodeutera naviauxi is een keversoort uit de familie van de loopkevers (Carabidae). De wetenschappelijke naam van de soort is voor het eerst geldig gepubliceerd in 2002 door J.Moravec.